# Regulador parácrino
Um regulador parácrino é uma molécula ou hormônio produzido por um tecido para regular a atividade nesse mesmo tecido. Os reguladores parácrinos são distintos dos reguladores endócrinos, que secretam substâncias diretamente na corrente sanguínea, acessando assim também outros tecidos. Alguns reguladores parácrinos também podem ser reguladores autócrinos, que são produzidos pelas células para induzir mudanças dentro delas mesmas.